# Escena

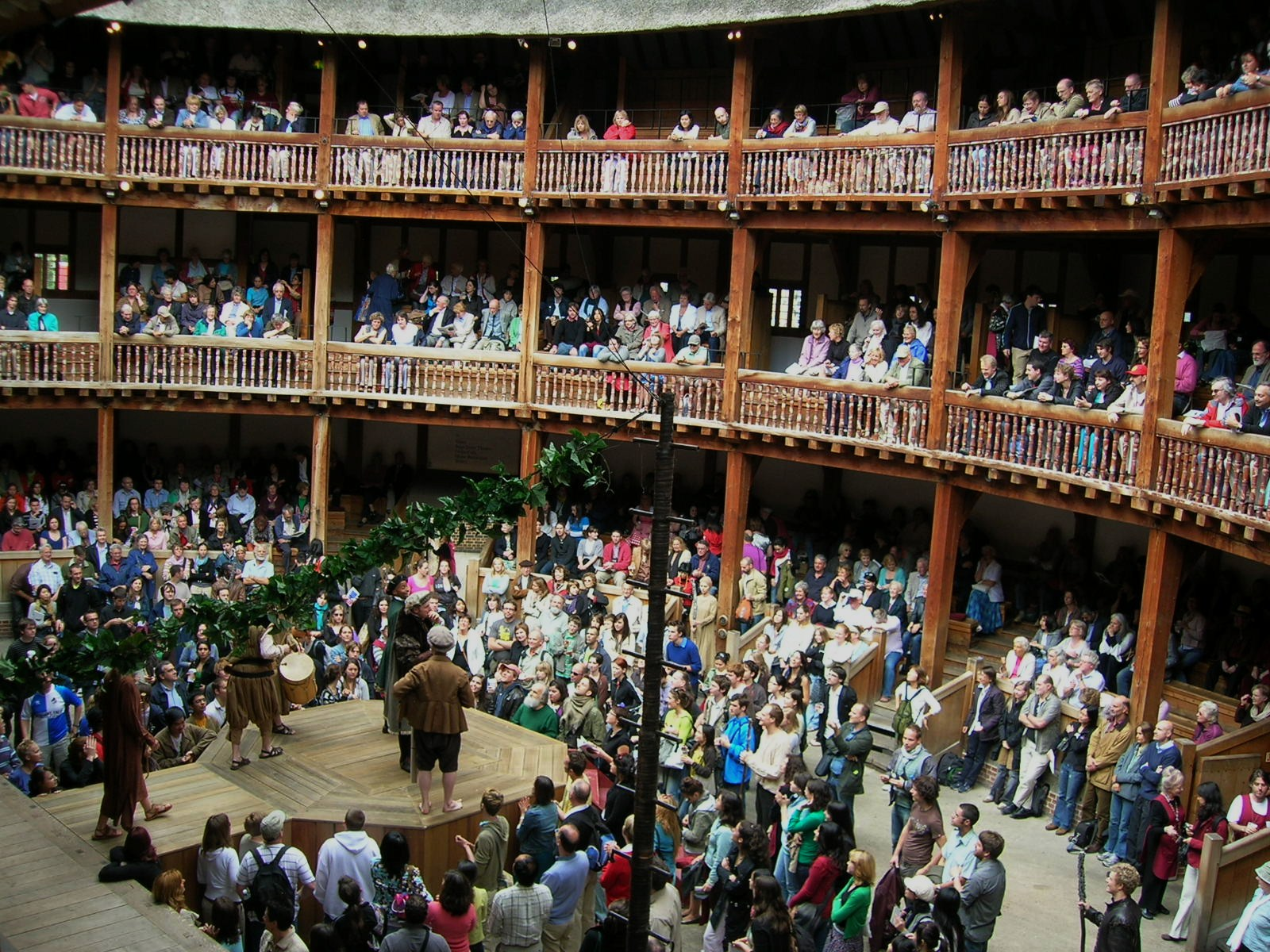
Els actors estan a escena quan tenen públic

L'escena és, en les arts escèniques, l'espai on els intèrprets executen el seu art davant d'un públic. Correspon a l'àrea on es troben els intèrprets mentre realitzen l'espectacle. El mot prové del grec σκηνη, skènè, que significava «tenda»; a través del llatí scena, significant la part d'un teatre on es presenta l'espectacle o obra teatral.
Antigament, durant un temps, l'àrea d'interpretació ha constat d'un escenari, prosceni inclòs i els bastidors o rereescena, en oposició a la sala on es trobaven els espectadors. També ha estat una tarima al voltant de la qual s'acosta el públic, o pot ser simplement una plaça. De vegades l'espai dels intèrprets és separat de l'espai assignat al públic i d'altres no. L'espai pot ser fix o es pot anar desplaçant durant l'espectacle, com passa típicament a rues i comparses al carrer.

## Obscenitat

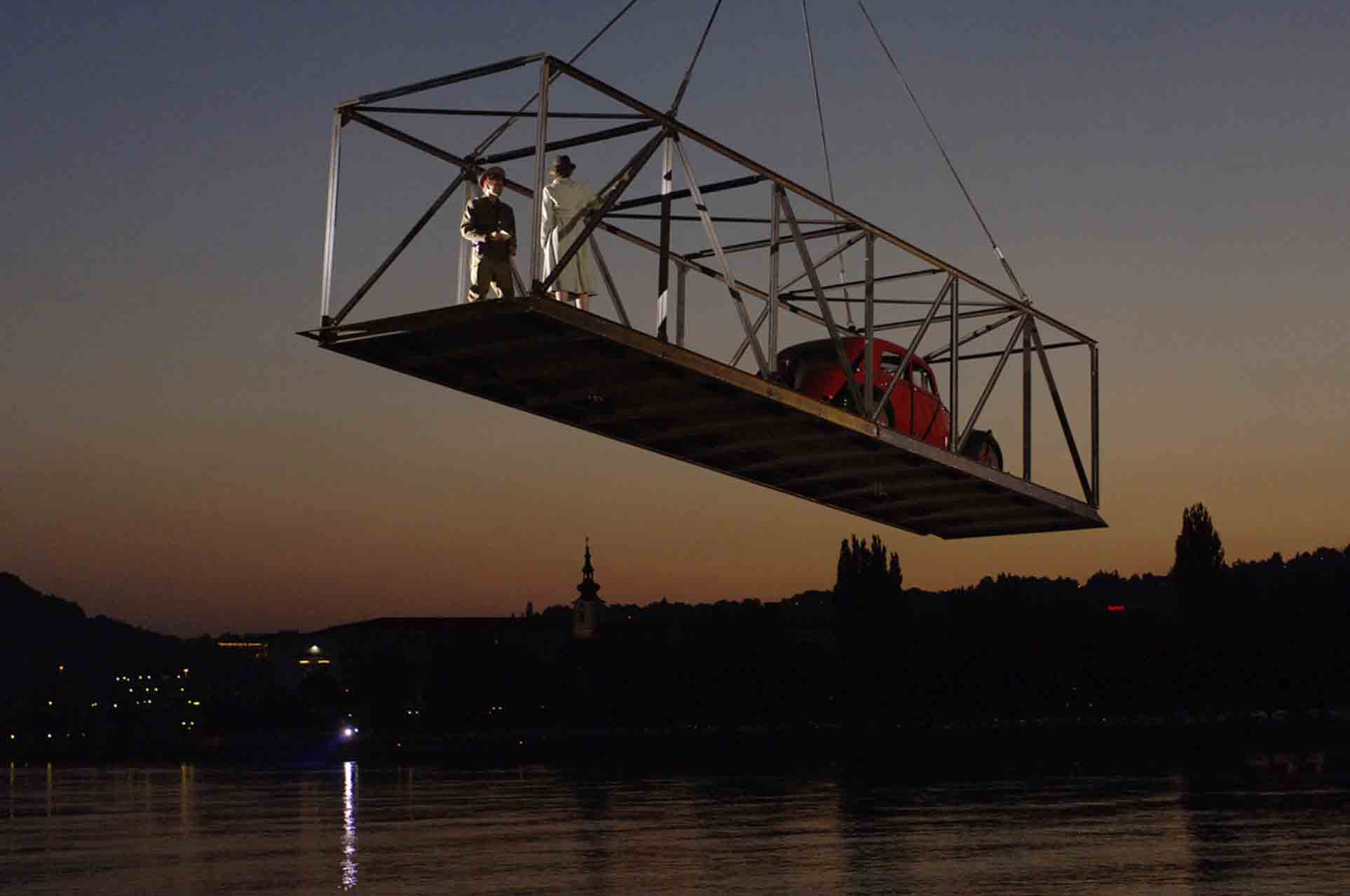
Espectacle on l'escena és completament aïllada del públic

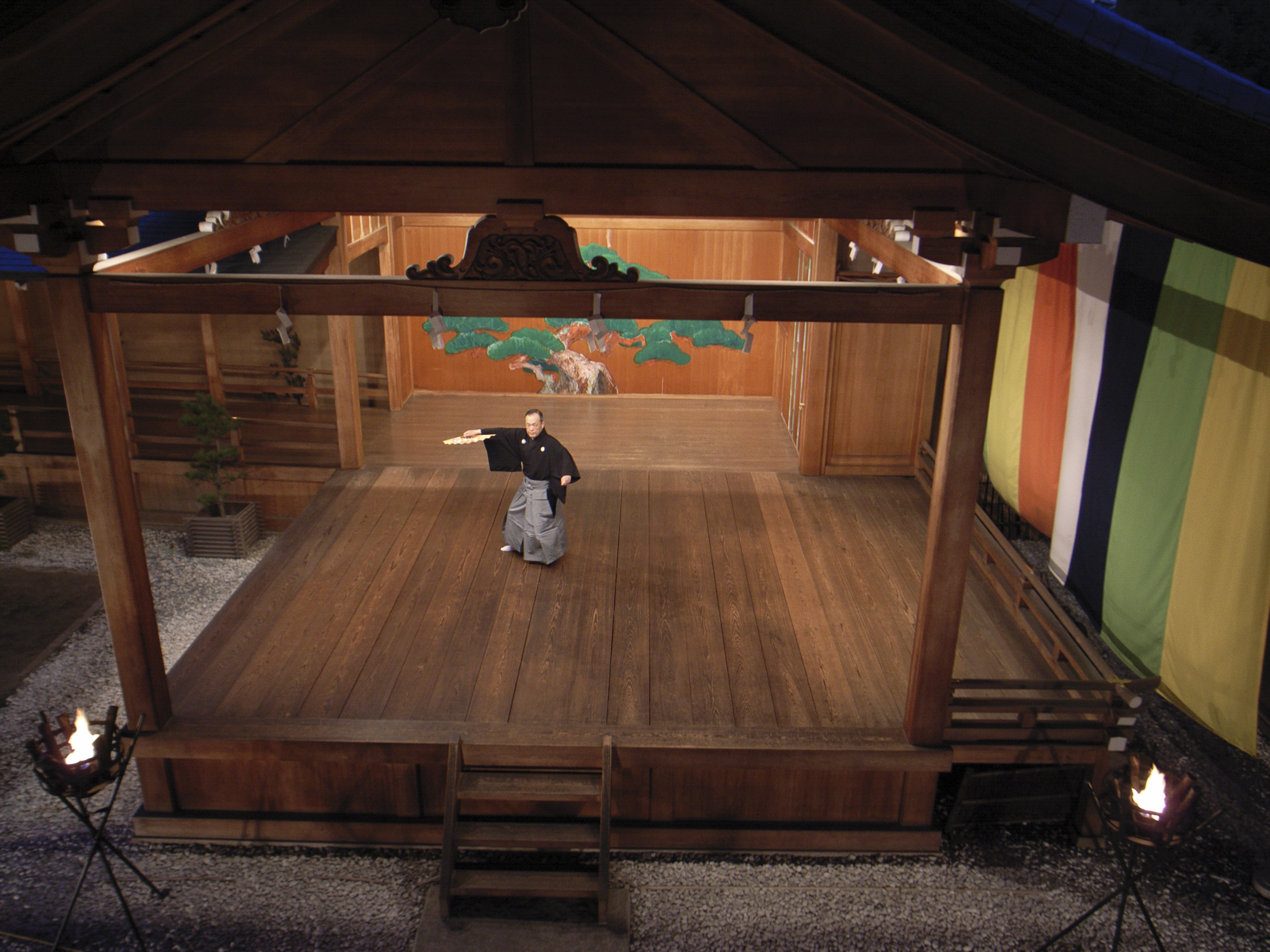
Físicament, pot haver un escenari on es troba l'actor quan surt a escena, en aquest cas des de darrera, on hi ha les bambolines, per a exposar públicament el seu treball

De vegades, els intèrprets disposen d'un espai durant l'espectacle al qual no poden ser vistos pel públic, que els permet entrar i sortir d'escena, canviar-se de roba, per exemple, amagar i fer aparéixer elements de l'escenografia o amagar material i professionals tècnics (so, il·luminació, etc.). Aquest espai o espais, que poden ser a diferents llocs respecte a l'escenari, per que es diu rereescena, sovint separada de l'escena per bambolines, bandes de tela o de paper pintades que separen els dos espais.
Les bambolines, en ser l'espai no públic durant l'espectacle, conceptualment és l'espai fora d'escena o obscè. De vegades a obres dramàtiques interessa que alguna acció dramàtica no sigui vista pel públic, per tal que sigui ell qui l'imagini o qui munti la història a partir de diverses informacions parcials. La utilització de l'obscenitat és un recurs dramàtic que s'ha usat al llarg de la història del teatre i encara es fa servir avui dia.

## Text teatral
Des del punt de vista del text dramàtic aquest mot té un altre significat. És cada una de les parts en què es divideix el text o, en el cas d'una pel·lícula, el guió. Una escena sol ser determinada per l'entrada o la sortida d'un o de diversos personatges, i aquest concepte és vigent des de 1650 aproximadament. L'escena se subdivideix de vegades en quadres. Els dramaturgs distribueixen la composició dramàtica per treure de les seves divisions un efecte més gran i reanimar l'interès per cada canvi d'escena presentat als espectadors.